# Шпак-малюк
Шпак-малю́к (Aplonis) — рід горобцеподібних птахів родини шпакових (Sturnidae).

## Поширення
Шпаки-малюки мешкають переважно на островах Індонезії, Океанії і Австралії, деякі види також на Малакському півострові і на півдні В'єтнаму.

## Опис
Дорослі шпаки-малюки мають рівномірне чорне, коричневе або темно-зелене забарвлення, іноді з металічним блиском. Навколо очей часто є білі кільця. У молодих птахів темна нижня частина тіла поцяткована світлими смужками.

## Збереження
Деякі види мають обмежений ареал, і, як і інші острівні ендеміки, стали рідкісними чи зникли у результаті втрати місць проживання або завезення ссавців, таких як пацюки.

## Види
Виділяють 24 види (включно з нині вимерлими):
- Шпак-малюк блискотливий (Aplonis metallica)
- Шпак-малюк жовтоокий (Aplonis mystacea)
- Шпак-малюк новогвінейський (Aplonis cantoroides)
- Шпак-малюк тенімбарський (Aplonis crassa)
- Шпак-малюк атоловий (Aplonis feadensis)
- Шпак-малюк ренельський (Aplonis insularis)
- Шпак-малюк довгохвостий (Aplonis magna)
- Шпак-малюк бугенвільський (Aplonis brunneicapillus)
- Шпак-малюк соломонський (Aplonis grandis)
- Шпак-малюк сан-кристобальський (Aplonis dichroa)
- Шпак-малюк рудокрилий (Aplonis zelandica)
- Шпак-малюк малий (Aplonis striata)
- † Шпак-малюк норфолцький (Aplonis fusca)[4]
- Шпак-малюк гірський (Aplonis santovestris)
- Шпак-малюк філіпінський (Aplonis panayensis)
- Шпак-малюк молуцький (Aplonis mysolensis)
- Шпак-малюк короткохвостий (Aplonis minor)
- Шпак-малюк мікронезійський (Aplonis opaca)
- Шпак-малюк сірий (Aplonis pelzelni)
- Шпак-малюк полінезійський (Aplonis tabuensis)
- Шпак-малюк самоанський (Aplonis atrifusca)
- † Шпак-малюк косрейський (Aplonis corvina)[5]
- † Шпак-малюк маукейський (Aplonis mavornata)[6]
- Шпак-малюк раротонзький (Aplonis cinerascens)

Відомий також викопний вид Aplonis diluvialis. Aplonis ulietensis відомий лише за малюнком Георга Форстера 1774 року.

## Етимологія
Наукова назва роду Aplonis походить від сполучення слів дав.-гр. ἁπλοος — звичайний і ορνις — птах.